# Gigantes de Adjuntas 2017
Questa voce raccoglie le informazioni riguardanti i Gigantes de Adjuntas nelle competizioni ufficiali della stagione 2017.

## Organigramma societario
Area direttiva
- Presidente: Francisco Pomar

Area tecnica
- Primo allenatore: Magdiel Rivera

## Rosa
| N° | Nome              | Ruolo | Data di nascita   | Nazionalità sportiva |
| -- | ----------------- | ----- | ----------------- | -------------------- |
| 1  | Ulises Maldonado  | O     | 3 marzo 1989      | Porto Rico           |
| 2  | Juan Carlos Ribas | S     | 8 settembre 1993  | Porto Rico           |
| 3  | Francisco Vélez   | S/O   | 27 settembre 1993 | Porto Rico           |
| 4  | Josué Suárez      | P     | 5 giugno 1992     | Porto Rico           |
| 5  | Bolívar Bermúdez  | S     | -                 | Porto Rico           |
| 6  | Ángel Pérez       | P     | 20 maggio 1982    | Porto Rico           |
| 7  | Josué Núñez       | C     | 9 maggio 1985     | Porto Rico           |
| 9  | Christian Burgos  | S     | 24 marzo 1996     | Porto Rico           |
| 11 | José Mulero       | L     | 25 ottobre 1991   | Porto Rico           |
| 13 | Eduardo Hernández | S     | 22 ottobre 1990   | Porto Rico           |
| 14 | Héctor Rivera     | O     | -                 | Porto Rico           |
| 15 | Roberto González  | L     | 5 ottobre 1995    | Porto Rico           |
| 17 | Pedrito Sierra    | C     | 21 luglio 1989    | Porto Rico           |
| 18 | Edwin Aquino      | C     | 9 novembre 1984   | Porto Rico           |

## Mercato
| Acquisti | Acquisti          | Acquisti                 | Acquisti   |
| R.       | Nome              | da                       | Modalità   |
| -------- | ----------------- | ------------------------ | ---------- |
| O        | Ulises Maldonado  | Cariduros de Fajardo     | definitivo |
| S        | Juan Carlos Ribas | Cariduros de Fajardo     | definitivo |
| S/O      | Francisco Vélez   | Patriotas de San Juan    | definitivo |
| P        | Josué Suárez      | Cariduros de Fajardo     | definitivo |
| S        | Bolívar Bermúdez  | Patriotas de San Juan    | definitivo |
| P        | Ángel Pérez       | Mets de Guaynabo         | definitivo |
| C        | Josué Núñez       | Patriotas de San Juan    | definitivo |
| S        | Christian Burgos  | -                        | definitivo |
| L        | José Mulero       | Patriotas de San Juan    | definitivo |
| S        | Eduardo Hernández | Cariduros de Fajardo     | definitivo |
| O        | Héctor Rivera     | Gigantes de Carolina     | definitivo |
| L        | Roberto González  | -                        | definitivo |
| S        | Pedrito Sierra    | Caribes de San Sebastián | definitivo |
| S        | Edwin Aquino      | Cariduros de Fajardo     | definitivo |

| Cessioni | Cessioni | Cessioni | Cessioni |
| R. | Nome     | a        | Modalità |
| --- | -------- | -------- | -------- |
| Non sono avvenuti movimenti di mercato in uscita perché la società è stata inattiva nella stagione precedente |          |          |          |

## Risultati

### LVSM

#### Regular season
| 1ª giornata - 8 settembre 2017 Coliseo Manuel Iguina, Arecibo        | Capitanes de Arecibo | -     | Gigantes de Adjuntas | [ 1 ]                      |
| 2ª giornata - 14 settembre 2017 Coliseo Guillermo Angulo, Carolina   | Gigantes de Carolina | 3 - 0 | Gigantes de Adjuntas | 25-19, 25-17, 25-20        |
| 3ª giornata - 17 settembre 2017 Coliseo Rafael Llull Pérez, Adjuntas | Gigantes de Adjuntas | 3 - 1 | Cafeteros de Yauco   | 23-25, 29-27, 25-19, 25-23 |

## Statistiche

### Statistiche di squadra
| Competizione | Punti | In casa | In casa | In casa | In trasferta | In trasferta | In trasferta | Totale | Totale | Totale |
| Competizione | Punti | G       | V       | P       | G            | V            | P            | G      | V      | P      |
| ------------ | ----- | ------- | ------- | ------- | ------------ | ------------ | ------------ | ------ | ------ | ------ |
| LVSM         | 3     | 1       | 1       | 0       | 1            | 0            | 1            | 2      | 1      | 1      |
| Totale       | -     | 1       | 1       | 0       | 1            | 0            | 1            | 2      | 1      | 1      |

G = partite giocate; V = partite vinte; P = partite perse